# Treppo Carnico
Treppo Carnico (Trèp en friulano) es una fracción de 611 habitantes del municipio de Treppo Ligosullo en la provincia de Udine, en la región autónoma de Friuli-Venecia Julia. 
Treppo Carnico fue un municipio hasta el 1 de febrero de 2018 cuando se fusionó con Ligosullo, creando el nuevo municipio de Treppo Ligosullo.

## Geografía

### Demografía
| Gráfica de evolución demográfica de Treppo Carnico entre 1861 y 2001 |
|                                                                      |
| Fuente ISTAT - elaboración gráfica de Wikipedia                      |

- Datos: Q53385
- Multimedia: Treppo Carnico / Q53385

1. ↑  «Codici Catastali». Comuni-italiani.it (en italiano). Consultado el 29 de abril de 2017.